# Pero ochriscripta
Pero ochriscripta är en fjärilsart som beskrevs av W. Warren 1904. Pero ochriscripta ingår i släktet Pero och familjen mätare. Inga underarter finns listade i Catalogue of Life.